# Emirát
Jako emirát (arabsky إمارة, transkripce imára nebo imáratun, mn. číslo امارات, imárát) se označuje oblast vlády emíra. Je to forma vlády monarchie, která se vyskytuje v muslimském světě. Může se jednat o plně suverénní stát (například Katar). Emirátem ale může také být provincie, která je spravována princem (region Saúdské Arábie, která podléhá emírovi, se také nazývá emirát). V arabském jazyce označuje tento výraz všeobecně část území, která je pod kontrolou vládnoucí třídy.
Příkladem jsou Spojené arabské emiráty: jsou svazem sedmi nezávislých emirátů, kterým vládne vždy buď šejch, nebo emír.

## Seznam bývalých a integrovaných tradičních emirátů
- Bahrajn
- Kuvajt
- Afghánistán
- Islámský emirát Waziristánu
- Katar
- Az Zubayr